# 미도리카제 후와리
미도리카제 후와리/하이디는 프리파라 시즌 2, 3과 아이돌타임 프리파라의 등장인물이다.

## 성격
팔프스에서 자란 자연을 사랑하는 순수한 소녀이다. 마음을 편안하게 해주는 고운 목소리와 동물과 소통하는 능력을 지녔으며, 늘 온화해 보이지만 때때로 단호한 모습을 보일 때가 있다.

## 참여곡

#### 프리파라 시즌 2
- 엉뚱한 썸머 어드벤쳐
- 이 노래좀 멈춰줄 레이히

#### 프리파라 시즌 3
- 몽슈슈